# 달려와
《달려와》는 서인국의 첫 번째 싱글이다. 《부른다》앨범에 수록되어 있다.

## 특징
- 쥬얼리의 노래 "Rally"의 두 번째 버전이다.

## 트랙 리스트
1. 달려와 (Rally Ver.2) (With. Bigtone)
2. 달려와 (Rally Ver.2) (Inst.)